# Estlandschweden

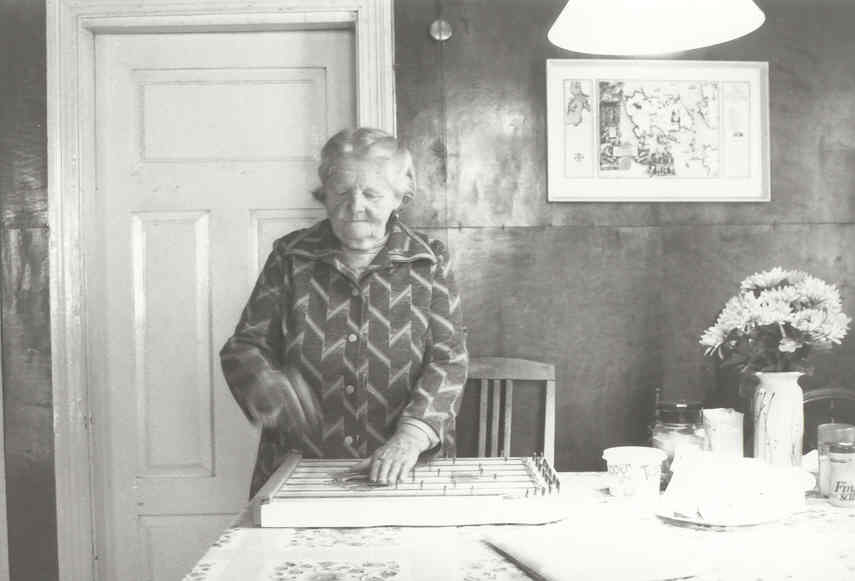
Die Estlandschwedin Maria Murman (* 9. März 1911, † 3. Februar 2004) spielt auf einer Kastenzither kannel und singt die alte Melodie Du hemmets jord („Du Heimaterde“) auf ihrer Heimatinsel Ormsö in Estland (1993)

Als Estlandschweden oder Küstenschweden (estnisch: eestirootslased oder rannarootslased, schwedisch: estlandssvenskar, umgangssprachlich aibofolk oder eibofolke) bezeichnet man diejenigen ethnischen Schweden, die bis 1944 an der estnischen Westküste und auf den estnischen Ostseeinseln (Aiboland) beheimatet waren.

## Besiedelung

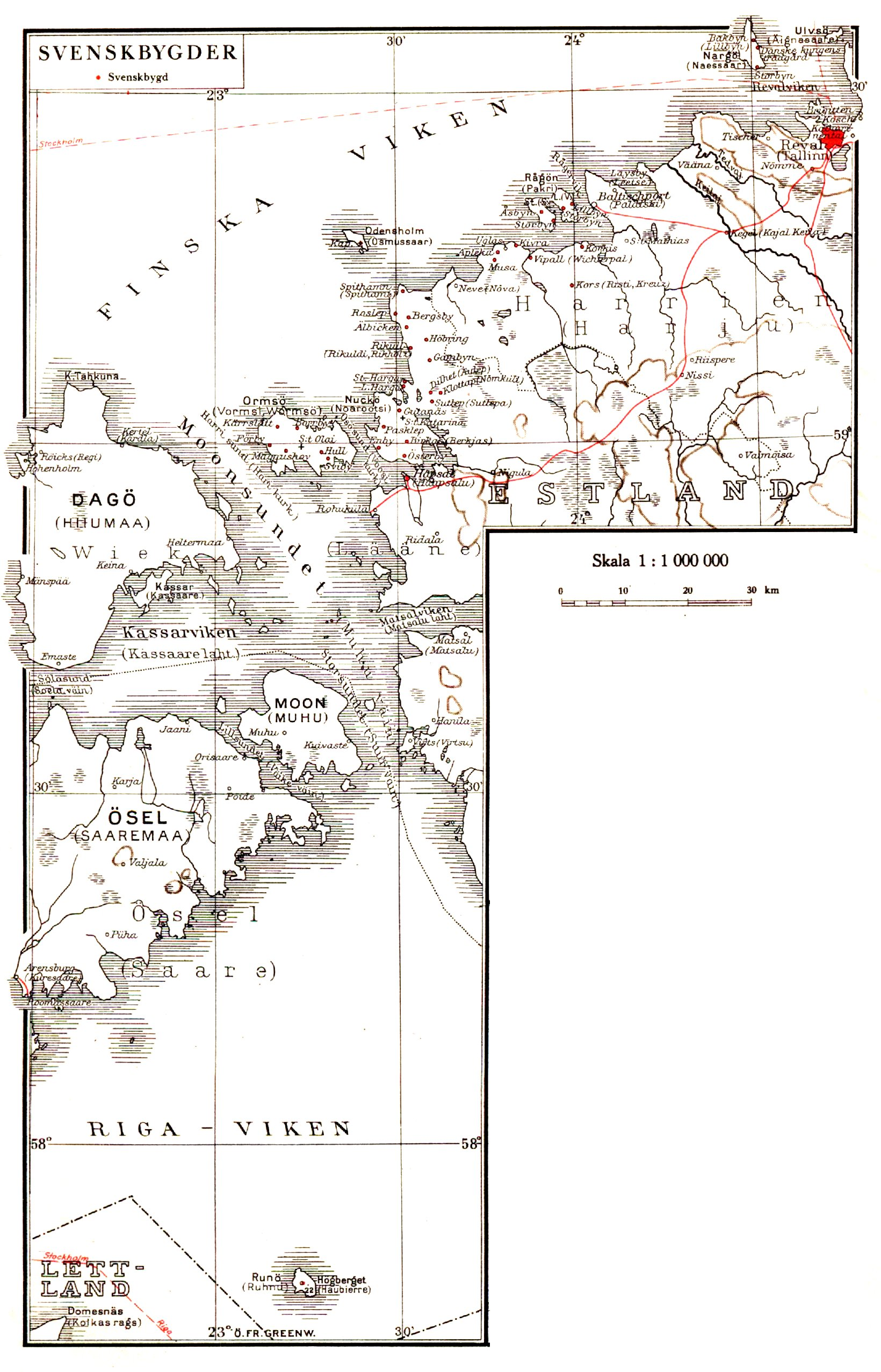
Karte Aibolands von 1930. Rot markiert sind die estlandschwedischen Siedlungen.

Spätestens Ende des 13. Jahrhunderts siedelten sich im Zuge der Christianisierung des Nord-Baltikums Skandinavier an der Westküste und auf den Inseln des heutigen Estland an. 1294 wird die Volksgruppe in einem Dokument des Bischofs von Saare-Lääne (deutsch Ösel-Wiek) erstmals erwähnt. Ab 1561 kam Estland unter schwedische Herrschaft. Haupterwerbsquelle der freien Schweden waren bis in die Neuzeit der Fischfang sowie Viehzucht und Landwirtschaft. Dazu kamen – vor allem auf der Insel Ruhnu – die Jagd auf Robben und in jüngerer Zeit die Tätigkeit als Matrosen oder Kapitäne.
Regionale Schwerpunkte der Besiedelung waren der heutige Kreis Lääne mit den Zentren Noarootsi (schwedisch Nuckö) und Haapsalu (schwedisch Hapsal) sowie die Inseln Ruhnu (schwedisch Runö), Vormsi (schwedisch Ormsö), Osmussaar (schwedisch Odensholm), Naissaar (schwedisch Nargö) und Pakri (schwedisch Rågö).
Auf Saaremaa (schwedisch Ösel) ging die schwedische Bevölkerung bereits im 17. Jahrhundert zurück; auf Hiiumaa (schwedisch Dagö) führten im 18. Jahrhundert Streitigkeiten mit den neuen russischen Oberherren zu einer Auswanderungswelle. 1782 gründeten Umsiedler in der heutigen Südukraine die Siedlung Gammalsvenskby-Werbiwka-Staroschwedske (deutsch Altschwedendorf). Dort leben auch heute noch Einwohner estlandschwedischer Herkunft.
Die Küstenschweden waren meist einfache Leute. Das schwedische Bildungsbürgertum bekannte sich oftmals zum Deutschtum, der damals führenden Kulturschicht in Estland.

## Kultur
Die Sprache der Küstenschweden blieb bis in die Neuzeit erhalten. Sie war ein altertümlich anmutender schwedischer Dialekt, das Estlandschwedische, der aber auch von anderen Schweden verstanden wurde. Skandinavische Traditionen hatten sich bei den Küstenschweden über die Jahrhunderte bewahrt. Besondere Bräuche betrafen vor allem das Weihnachtsfest und Hochzeiten. Auch die althergebrachten Volkstrachten blieben bis in die Neuzeit in Gebrauch. Bis Anfang des 20. Jahrhunderts war die Streichleier talharpa ein beliebtes Begleitinstrument von Volkstänzen und ein Bestandteil der Hochzeitszeremonie. 

## Autonomie
Mit der Russifizierung Est- und Livlands Ende des 19. Jahrhunderts wuchs die nationale Selbstbesinnung der Küstenschweden. 1909 wurde der „Schwedische Bildungsverein“ (estnisch: Rootsi Hariduse Selts, schwedisch: Svenska Odlingens Vänner i Estland) gegründet.
Während der Unabhängigkeit Estlands von 1918 bis 1940 blieben die meisten Schweden im Land. Das Minderheitengesetz von 1925, eines der fortschrittlichsten der damaligen Zeit, sicherte ihnen weitgehende kulturelle und politische Rechte zu. Die Küstenschweden betrieben 19 Volksschulen sowie ein Gymnasium in Haapsalu und gaben die Zeitung Kustbon heraus. Der Schwedische Volksbund (estnisch: Rootsi Rahvaliit) war im estnischen Parlament vertreten. In der Zwischenkriegszeit bekannten sich etwa neuntausend Personen zur schwedischen Minderheit.

## Zweiter Weltkrieg
Mit dem Ausbruch des Zweiten Weltkriegs und der drohenden sowjetischen Besetzung Estlands verschlechterten sich die Lebensbedingungen dramatisch. 1940 verboten die sowjetischen Behörden den Schwedischen Bildungsverein und begannen mit der Umsiedlung der Schweden von den Inseln. 1943 und 1944 flüchteten mit Hilfe des Roten Kreuzes fast alle Angehörigen der schwedischen Volksgruppe in Estland nach Schweden. Die jahrhundertealte Kultur der Küstenschweden war damit erloschen.

## Heutiges Estland
Bei einer Volkszählung im Jahr 1989 zählte man noch knapp 300 Schweden in Estland. Mit der Wiedererlangung der Unabhängigkeit 1991 wurde in Estland an die Traditionen der Vorkriegszeit angeknüpft. Die Einrichtung eines Museums der Küstenschweden 1992 in Haapsalu, die Wiedergründung des Schwedischen Bildungsvereins 2005 sowie zahlreiche Besuche (unter anderem des schwedischen Königs), Gemeinde-, Schul- und Kirchenpartnerschaften tragen dazu bei. In der Sowjetzeit verstaatlichter Grundbesitz wurde restituiert, darunter auch die Michaeliskirche in Tallinn. Die Ortsschilder im Kreis Lääne sind teilweise zweisprachig estnisch und schwedisch beschriftet.